# Feuerbock (Archäologie)
Die Feuerböcke der archäologischen Literatur sind Fundstücke unterschiedlicher Zeitstellung aus Keramik, Stein oder Eisen, deren Funktion ungeklärt ist. Als Feuerböcke müssten sie paarweise auftreten und Brandspuren aufweisen – beides ist kaum der Fall. Sie werden daher oft als Kultgeräte gedeutet.
Als Sonderform der „Feuerböcke“ gelten die „Mondidole“ (Mondbilder), Geräte aus Keramik mit zwei oder drei Standfüßen, die einen oberen Abschluss in Form einer liegenden Mondsichel haben. Sie treten mindestens seit der spätbronzezeitlichen Urnenfelderkultur (um 1300–800 v. Chr.) auf.

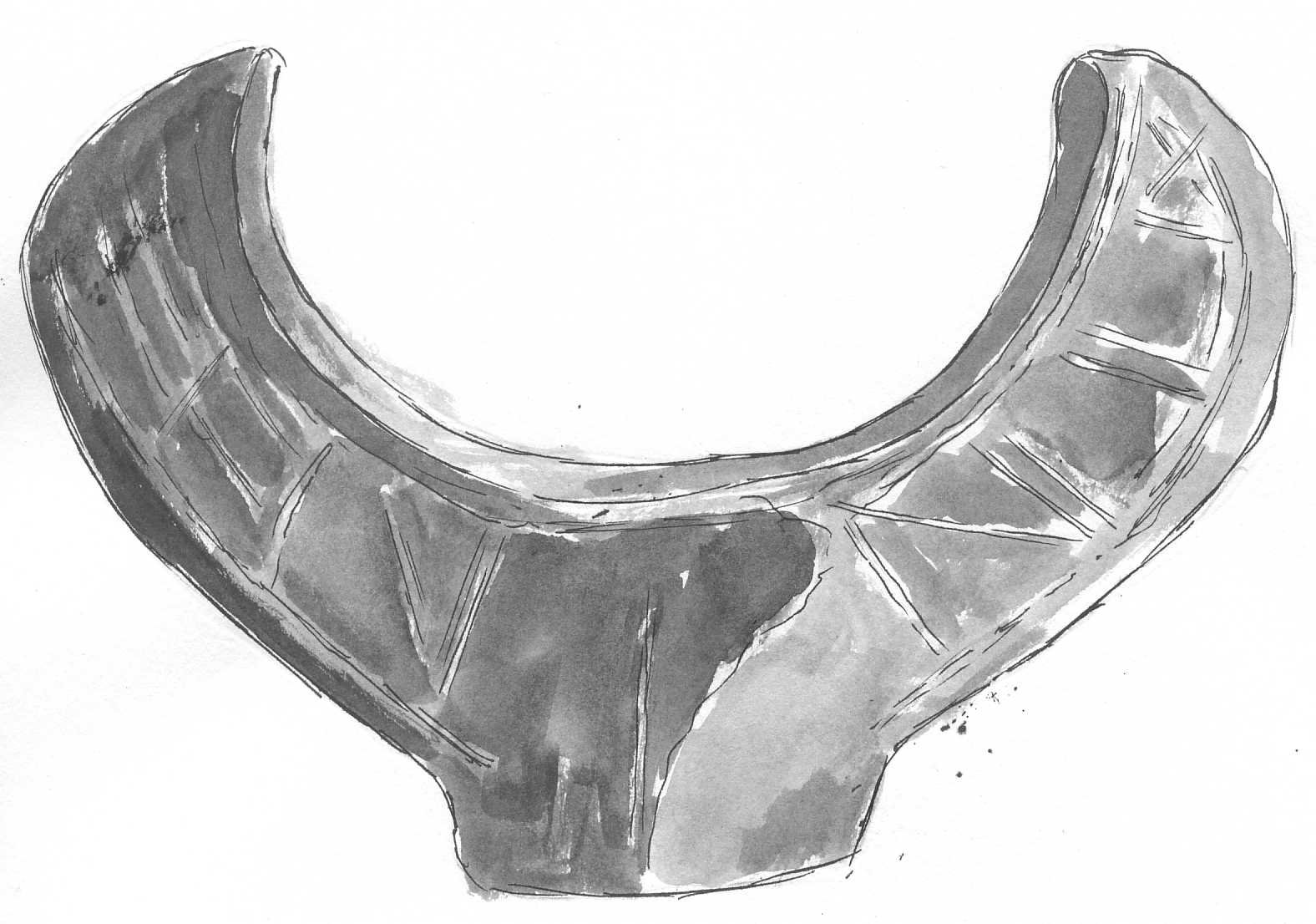
Urnenzeitlicher Feuerbock: „Ebersberger Mondidol“
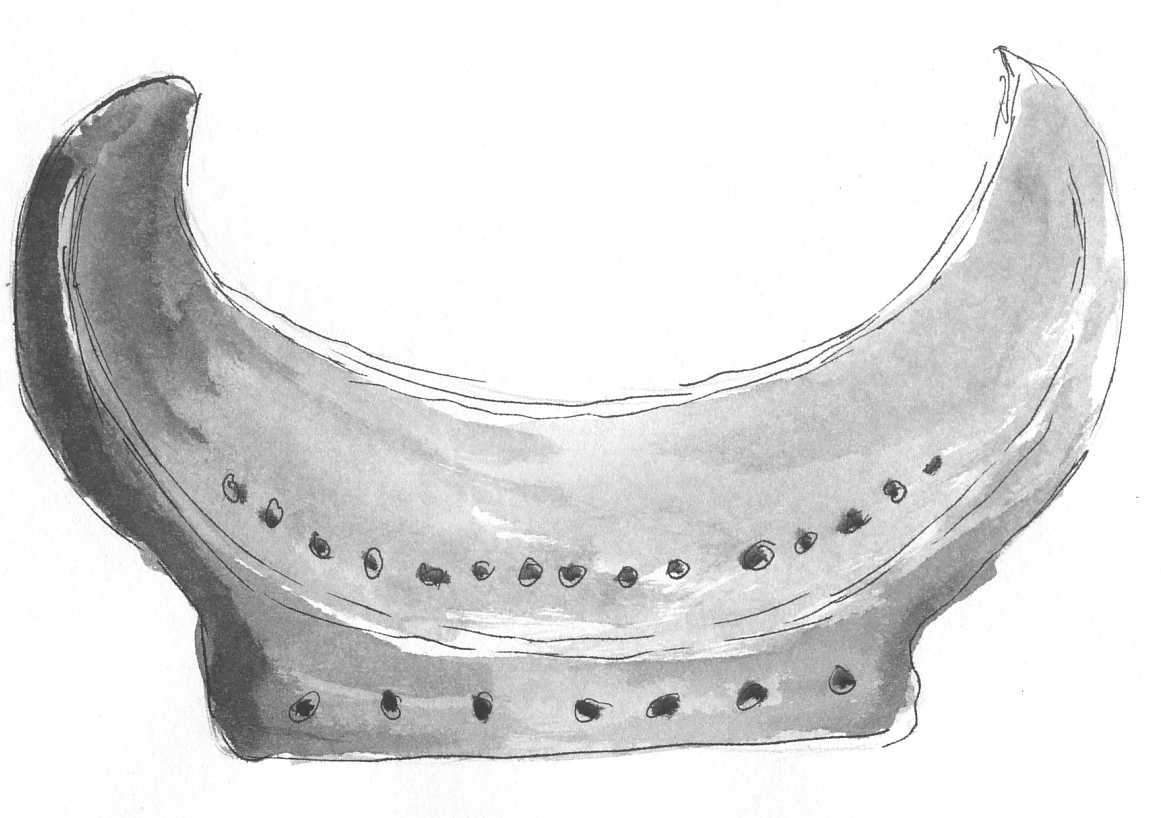
Feuerbock aus der spätbronzezeitlichen Moorsiedlung von Wasserburg Buchau
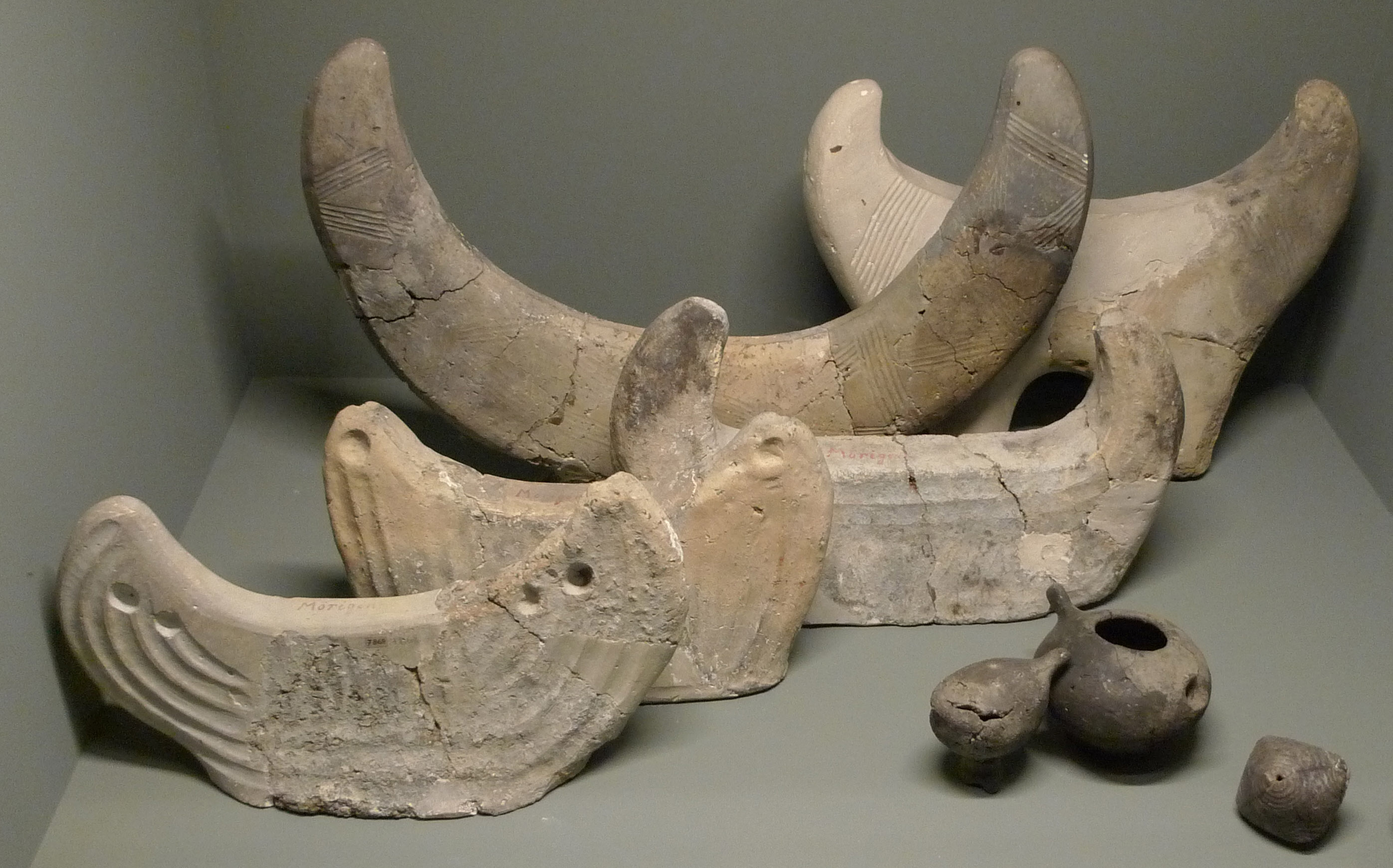
Mondidol-Feuerböcke aus der Bronzezeitsiedlung Mörigen am Bielersee, ca. 900–800 v. Chr.
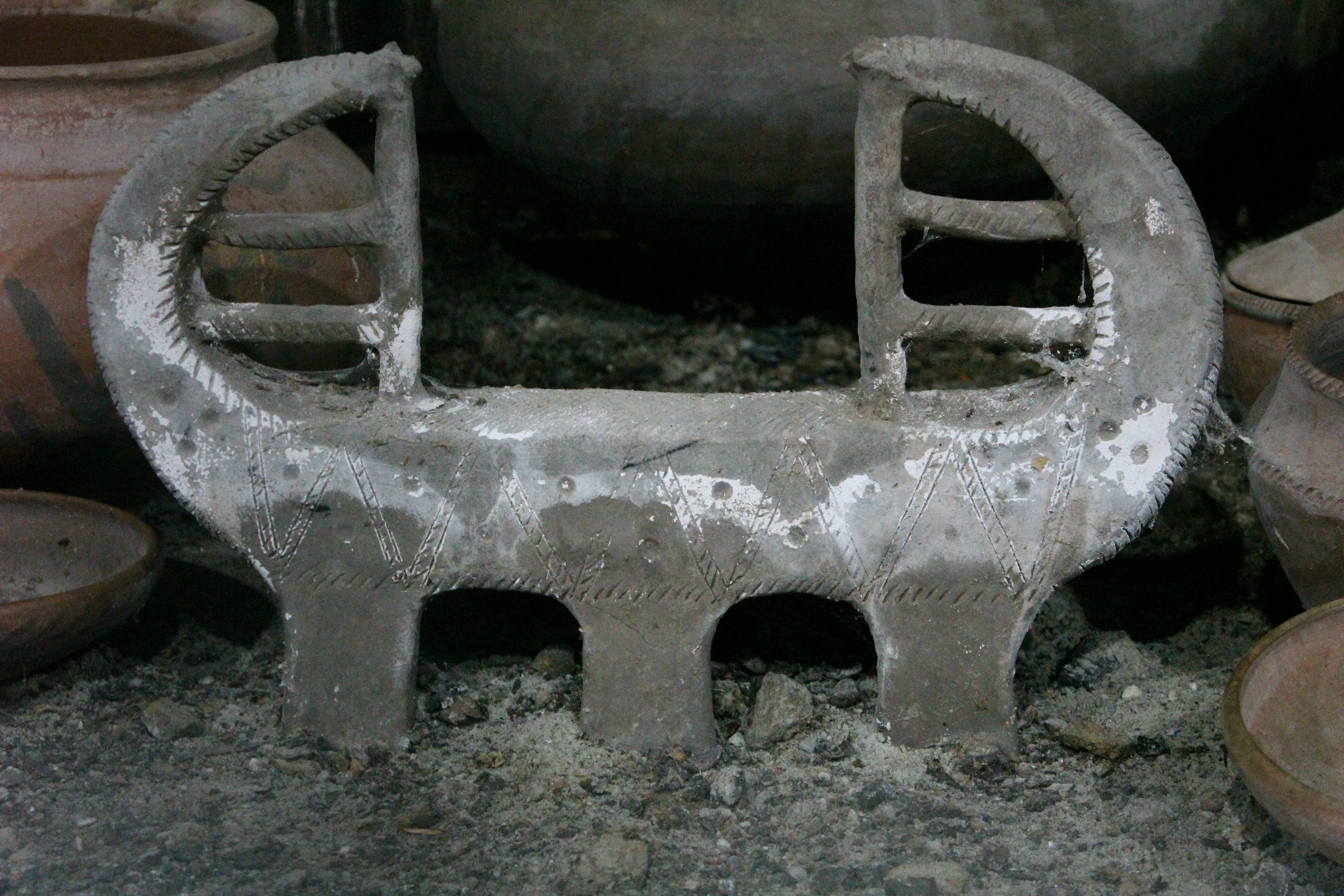
Kopie eines Feuerbocks vom früh-eisenzeitlichen Gräberfeld bei Sopron (Ungarn), 7. Jh. v. Chr.

## Deutungen
Feuerböcke wurden von Archäologen seit der Mitte des 19. Jahrhunderts dahingehend gedeutet, dass sie im Zusammenhang mit einer kultischen Verehrung in Gebrauch waren. Eine andere Deutung besagt, dass sie als Verzierungen außen am Haus oder der Hütte angebracht wurden, zumeist auf dem Giebel oder dem First des ansonsten strohgedeckten Daches – ein Brauch, der sich bis zur Gegenwart erhalten hat.
Andere sehen in diesen Gegenständen eher eine Nachbildung von Stierhörnern, ebenfalls zu kultischem Gebrauch. Denkbar wäre, dass aus echten Feuerböcken, die zum Beispiel im Zusammenhang mit Tieropfern in kultisch-rituellem Gebrauch waren, sich der Usus herausentwickelt hat, Feuerböcke als Schutzzeichen oder Ähnlichem zu verwenden. Bei der Bestattungskultur spielten sie weniger eine Rolle; wenn sie – wie im östlichen Österreich – in Frauengräbern gefunden werden, könnten sie auf einen Herdkult hindeuten.
Eine profanere Deutung besagt, dass Mondidole Nackenstützen waren, wobei man sie unter anderem mit ägyptischen Kopfstützen verglich, deren Funktion aus Abbildungen als gesichert gilt. Manche Mondidole sind allerdings von einer Form, die diesen Verwendungszweck ausschließt. Eine weitere profane Deutung will in Feuerböcken bzw. Mondidolen Gerätschaften sehen, die zur Auflage von Füßen zum Wärmen an Feuerstellen dienten.

## Beschreibung
Feuerböcke sind barrenförmige Objekte, meist aus Keramik, mit verschieden ausgebildeten, immer symmetrischen Enden. Sie haben eine Standfläche, einen oder mehrere Standfüße, oder bilden eine halbe Röhre. An ihren Seiten tragen sie mehr oder weniger ausgebildete Hörner oder Rondelle. Aussehen, Form und Dimensionen der Tonhornobjekte schwanken, selbst innerhalb der gleichen Gruppe oder Fundsituation. Sie sind nicht so hart gebrannt wie der größte Teil der Gefäßkeramik und daher sehr bruchempfindlich. Ihre Herstellung dürfte nicht serienmäßig erfolgt sein. Für die meisten liegt vorwiegend mittlere bis grobe, quarzit- und schamottereiche Magerung vor. Die Gegenstände wurden mit wenig Sorgfalt hergestellt. Die Qualität scheint im Hinblick auf Dauerhaftigkeit keine Priorität gehabt zu haben. Feuerböcke dienten als Stützen für brennende Holzscheite im Herdfeuer und als Widerlager für Bratspieße. Die Machart, aufwändige Verzierung und das Fehlen von Ruß- und Hitzespuren lassen bei einigen Exemplaren an einer Nutzung im Zusammenhang mit einem Herdfeuer zweifeln. Eine Verwendung im eigentlichen Sinne ist somit unwahrscheinlich, eine schlüssige Interpretation jedoch bislang nicht erfolgt.
Die Objekte haben oft eine dekorierte Vorder- und eine undekorierte Rückseite. Am häufigsten ist Riefenzier, weniger häufig Einstichverzierung, runde Einstiche oder Eindrücke, selten Ritzlinien. Häufig finden sich Leisten auf der Schauseite. Die Stücke müssen mit der Schauseite einer betrachtenden Person zugewandt gestanden haben. Rund ein Drittel der Hornenden weisen Eindellungen oder absichtliche Abplattungen auf. Annähernd die Hälfte zeigen Spuren von Feuereinwirkung. Die Schwärzungen befinden sich vorwiegend auf der Rückseite, auf dem Nacken und an den Außenseiten der Hörner. Meist sind die Objekte nur in Fragmenten erhalten.